# My Name is Nobody
My Name is Nobody (1973) is een spaghettiwestern die geschreven en geproduceerd is door Sergio Leone en geregisseerd door Tonino Valerii. Het is een van de beroemdste en succesvolste films in z'n soort.
De film is een nostalgisch portret van de teloorgang van het wilde westen en een komisch eerbetoon aan het gehele westerngenre.

## Verhaal
Amerika anno 1899. Jack Beauregard (Henry Fonda) is een van de beroemdste revolverhelden van het wilde westen maar beseft dat de romantiek van het wilde westen voorgoed voorbij is. Hij wil naar Europa verhuizen.
Dan ontmoet hij de jonge, naïeve en vooral roekeloze outlaw Nobody (Terence Hill). Deze Nobody leeft in een droomwereld: hij gelooft nog heilig in de toekomst van het wilde westen. Jack Beauregard is altijd zijn grote held geweest en hij wil dat deze op grootse wijze afscheid neemt om zo een legende te worden: Jack moet het - in zijn eentje - opnemen tegen een bende bandieten, The Wild Bunch. Jack Beauregard probeert de droom uit de jongen z'n hoofd te praten, maar niemand lijkt Nobody van dat doel te kunnen weerhouden.
Ondertussen doen er zich nieuwe problemen voor: The Wild Bunch, een grote bende criminelen, heeft nog een oude rekening te vereffenen met Jack Beauregard. Nobody maakt hiervan gebruik om zijn droom te verwezenlijken... Jack Beauregard weet echter de hele bende met slechts enkele schoten te verslaan (hij weet dat de bende hun dynamiet in zadeltassen vervoert en schiet op die tassen). Jack Beauregard heeft nu de hele bende in z'n eentje verslagen en hij zal nu in alle geschiedenisboeken voortleven. Beauregard vraagt zich af wat nu te doen. Nobody stelt voor om hem in een duel neer te schieten. Beauregard sterft niet echt, dit is alleen om hem rustig naar Europa te laten gaan. En Nobody strijkt alle eer op.

## Rolverdeling
| Acteur             | Personage                            |
| ------------------ | ------------------------------------ |
| Henry Fonda        | Jack Beauregard                      |
| Terence Hill       | "Nobody"                             |
| Jean Martin        | Sullivan                             |
| R.G. Armstrong     | "Eerlijke" John (als R.K. Armstrong) |
| Karl Braun         | Jim                                  |
| Leo Gordon         | Red                                  |
| Geoffrey Lewis     | Leider The Wild Bunch                |
| Neil Summers       | Squirrel                             |
| Piero Lulli        | Sheriff                              |
| Mario Brega        | Pedro                                |
| Marc Mazza         | Don John                             |
| Benito Stefanelli  | Porteley                             |
| Alexander Allerson | Rex                                  |
| Antoine Saint-John | Scape                                |
| Rainer Peets       | Big Gun (als Remus Peets)            |

## Bijzonderheden
- Deze film werd geregisseerd door Tonino Valerii, die in eerdere films de assistent-regisseur van Sergio Leone was. In deze film is dat omgedraaid: Leone regisseerde alleen sommige scènes, zoals de scène in het spiegelhuis.

- Net als in alle andere films van Leone, werd ook voor deze film de muziek gecomponeerd door Ennio Morricone. De score werd opnieuw wereldberoemd.

- De personages van Nobody en Beauregard symboliseren de Amerikaanse en Europese westerns. Beauregard (gespeeld door Henry Fonda, een icoon van de klassieke western) symboliseert als keurig geklede, beschaafde, geweldschuwende revolverheld de oude Amerikaanse westerns. Nobody (gespeeld door Terence Hill een icoon van de spaghettiwestern) symboliseert de wilde, gewelddadige, smerige en humoristische spaghettiwesterns.
- De film is een studie over de tegenstelling tussen oud en nieuw. Mythe en ontkenning van mythe. Dit wordt duidelijk in de manier waarop de twee personages gefilmd worden: de scènes van Henry Fonda worden gefilmd met mooie muziek, veel epische dramatiek, langzaam camerawerk en dito montage. De scènes met Hill zijn daarentegen vrolijk, wild en overduidelijk slapstick. Er wordt hier ook gebruikgemaakt van technieken zoals slow- en fastmotion.